# Feuilleea fournieri
Feuilleea fournieri là một loài thực vật có hoa trong họ Cucurbitaceae. Loài này được (Vieill. ex Benth.) Kuntze mô tả khoa học đầu tiên năm 1891.